# Matthias Withoos

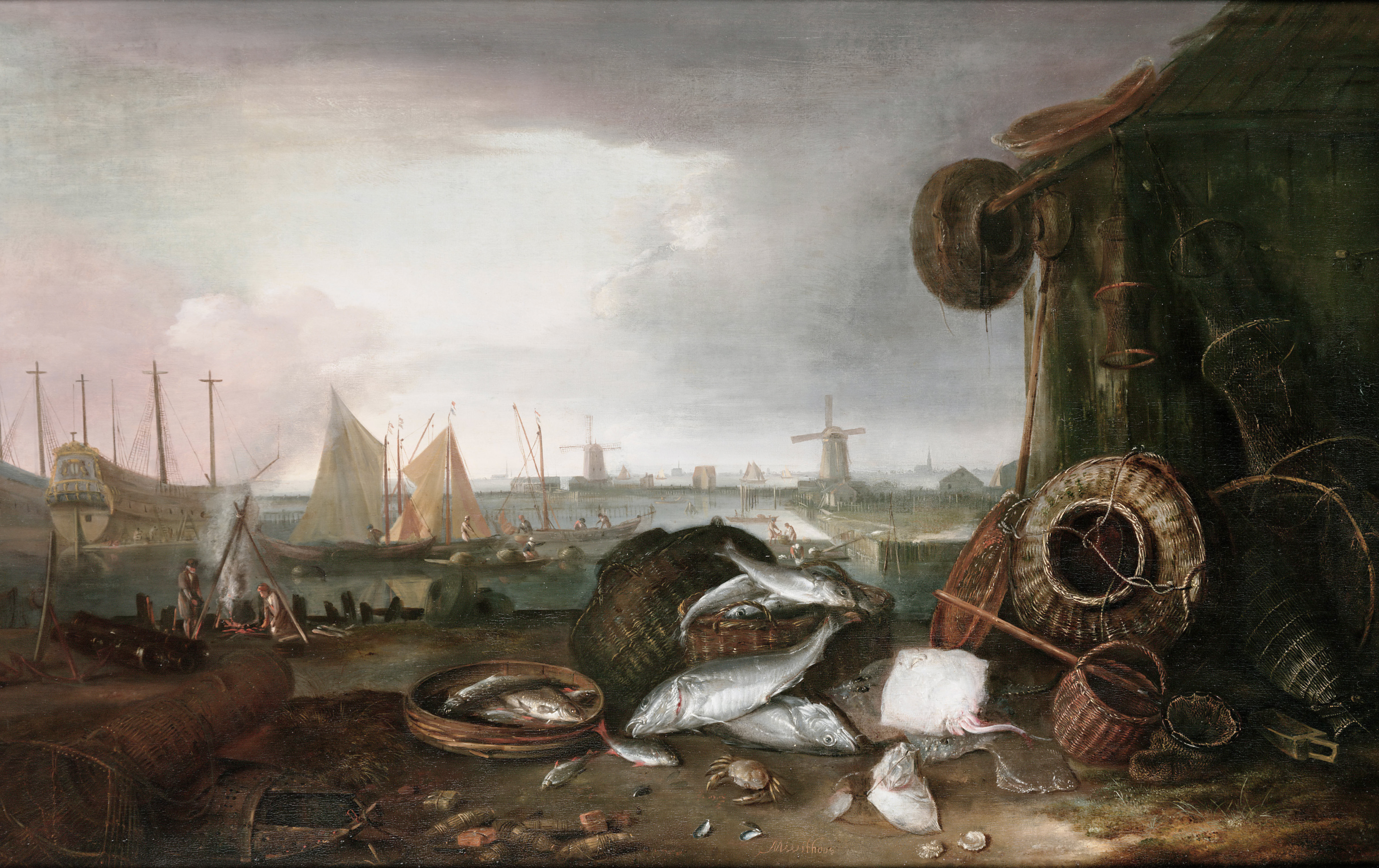
De Grashaven, per Matthias Withoos

Matthias Withoos, també conegut com a Calzetta Bianca i Calzetti, (Amersfoort, 1627 - Hoorn, 1703) fou un pintor neerlandès de natures mortes i panoràmiques urbanes, molt conegut pels detalls d'insectes, rèptils i vegetació representats en els fons dels seus quadres.

## Vida i obra
Withoos va néixer a Amersfoort. Va estudiar amb Jacob van Campen a la seva escola de pintors, on va coincidir amb Otto Marseus van Schrieck. Amb 21 anys, Withoos va fer un viatge a Roma amb van Schrieck i Willem van Aelst. Allà es van unir al grup dels artistes del nord conegut com els "Bentvueghels" ("Ocells d'una ploma"), on Withoos tenia l'àlies de "Calzetta Bianca" ("Calça Blanca") —una traducció literal del seu cognom a l'italià. Va treballar sota la supervisió del cardenal Leopoldo de Médici, qui li va encarregar que li fes diversos retrats.
El 1653, l'artista va tornar a Amersfoort. Quan les tropes franceses van ocupar Amersfoort l'"any desastrós" de 1672, Withoos va fugir d'Amersfoort cap a Hoorn, on va romandre fins a la seva mort el 1703. Seguint la carrera de l'artista com a pintor de vistes urbanes, el seu alumne Gaspar van Wittel va contribuir al desenvolupament del gènere d'arquitectura vedutista a Roma. Molts dels set fills de Withoos van seguir els seus passos, incloent-hi a l'artista botànica Alida Withoos. Jacob van Staverden possiblement també va ser un dels seus alumnes.

## Obra
Les natures mortes de Withoos, com els del seu mestre van Schrieck, són notables per la seva tècnica del clarobscur i la inclusió de plantes salvatges misterioses i de vegetació, a més d'estar poblades d'insectes, rèptils i altres criatures del món natural. Aquestes pintures, moltes de les quals inclouen el motiu de la vanitas, eren populars entre els col·leccionistes de pintures de gabinet.
A més, va pintar moltes grans panoràmiques de ciutats, com la Vista de la ciutat d'Amersfoort adquirida el 2001 pel Museu Flehite d'Amersfoort. Aquest llenç de 2,5 x 4 m formava part de la vista de ciutat més gran realitzada a Holanda. Dues versions seves del quadre titulat "De Grashaven", pertanyents a la col·lecció del Westfries Museum de Hoorn, van ser robades a finals de 2005.